# Cúp bóng đá châu Á 2023 (Bảng B)
Bảng B của Cúp bóng đá châu Á 2023 diễn ra từ ngày 13 đến 23 tháng 1 năm 2024. Bảng đấu bao gồm các đội Úc, Uzbekistan, Syria, Ấn Độ. Hai đội đầu bảng là Úc và Uzbekistan cùng với đội xếp thứ ba là Syria (là một trong bốn đội đứng thứ ba có thành tích tốt nhất) giành quyền vào vòng 16 đội.

## Các đội tuyển
| Vị trí bốc thăm | Đội tuyển  | Khu vực | Tư cách vượt qua vòng loại | Ngày vượt qua vòng loại | Tham dự chung kết | Tham dự cuối cùng | Thành tích tốt nhất lần trước                  | Bảng xếp hạng FIFA | Bảng xếp hạng FIFA |
| Vị trí bốc thăm | Đội tuyển  | Khu vực | Tư cách vượt qua vòng loại | Ngày vượt qua vòng loại | Tham dự chung kết | Tham dự cuối cùng | Thành tích tốt nhất lần trước                  | Tháng 4 năm 2023   | Tháng 12 năm 2023  |
| --------------- | ---------- | ------- | -------------------------- | ----------------------- | ----------------- | ----------------- | ---------------------------------------------- | ------------------ | ------------------ |
| B1              | Úc         | AFF     | Nhất bảng B (vòng 2)       | 11 tháng 6 năm 2021     | 5 lần             | 2019              | Vô địch (2015)                                 | 29                 | 25                 |
| B2              | Uzbekistan | CAFA    | Nhất bảng C (vòng 3)       | 14 tháng 6 năm 2022     | 8 lần             | 2019              | Hạng tư (2011)                                 | 74                 | 68                 |
| B3              | Syria      | WAFF    | Nhất bảng A (vòng 2)       | 7 tháng 6 năm 2021      | 7 lần             | 2019              | Vòng bảng (1980, 1984, 1988, 1996, 2011, 2019) | 90                 | 91                 |
| B4              | Ấn Độ      | SAFF    | Nhất bảng D (vòng 3)       | 14 tháng 6 năm 2022     | 5 lần             | 2019              | Á quân (1964)                                  | 101                | 102                |

Ghi chú
1. ↑  Bảng xếp hạng của tháng 4 năm 2023 được áp dụng để xếp các nhóm hạt giống cho lễ buổi bốc thăm.

## Bảng xếp hạng
| VT | Đội        | ST | T | H | B | BT | BB | HS | Đ | Giành quyền tham dự                 |
| -- | ---------- | -- | - | - | - | -- | -- | -- | - | ----------------------------------- |
| 1  | Úc         | 3  | 2 | 1 | 0 | 4  | 1  | +3 | 7 | Đi tiếp vào vòng đấu loại trực tiếp |
| 2  | Uzbekistan | 3  | 1 | 2 | 0 | 4  | 1  | +3 | 5 | Đi tiếp vào vòng đấu loại trực tiếp |
| 3  | Syria      | 3  | 1 | 1 | 1 | 1  | 1  | 0  | 4 | Đi tiếp vào vòng đấu loại trực tiếp |
| 4  | Ấn Độ      | 3  | 0 | 0 | 3 | 0  | 6  | −6 | 0 |                                     |

## Các trận đấu

### Úc vs Ấn Độ
| Úc                     | 2–0      | Ấn Độ |
| ---------------------- | -------- | ----- |
| - Irvine 50' - Bos 73' | Chi tiết |       |

| Úc | Ấn Độ |

| GK               | 1  | Mathew Ryan     |  |     |
| RB               | 25 | Gethin Jones    |  |     |
| CB               | 19 | Harry Souttar   |  |     |
| CB               | 4  | Kye Rowles      |  |     |
| LB               | 16 | Aziz Behich     |  |     |
| DM               | 17 | Keanu Baccus    |  | 82' |
| DM               | 22 | Jackson Irvine  |  |     |
| RW               | 6  | Martin Boyle    |  | 63' |
| AM               | 8  | Connor Metcalfe |  | 64' |
| LW               | 23 | Craig Goodwin   |  | 72' |
| CF               | 15 | Mitchell Duke   |  | 72' |
| Thay người:      |    |                 |  |     |
| FW               | 7  | Samuel Silvera  |  | 63' |
| MF               | 14 | Riley McGree    |  | 64' |
| DF               | 5  | Jordan Bos      |  | 72' |
| FW               | 9  | Bruno Fornaroli |  | 72' |
| MF               | 13 | Aiden O'Neill   |  | 82' |
| Huấn luyện viên: |    |                 |  |     |
| Graham Arnold    |    |                 |  |     |

| GK               | 1  | Gurpreet Singh Sandhu |       |     |
| RB               | 21 | Nikhil Poojary        |       |     |
| CB               | 5  | Sandesh Jhingan       |       |     |
| CB               | 2  | Rahul Bheke           |       |     |
| LB               | 3  | Subhasish Bose        |       | 75' |
| DM               | 25 | Deepak Tangri         |       | 79' |
| DM               | 19 | Lalengmawia Ralte     |       |     |
| RW               | 9  | Manvir Singh          |       |     |
| AM               | 8  | Suresh Singh Wangjam  |       | 74' |
| LW               | 17 | Lallianzuala Chhangte |       | 89' |
| CF               | 11 | Sunil Chhetri         |       | 89' |
| Thay người:      |    |                       |       |     |
| MF               | 12 | Liston Colaco         |       | 74' |
| DF               | 6  | Akash Mishra          |       | 75' |
| MF               | 7  | Anirudh Thapa         |       | 79' |
| FW               | 24 | Vikram Partap Singh   |       | 89' |
| MF               | 14 | Naorem Mahesh Singh   | 90+4' | 89' |
| Huấn luyện viên: |    |                       |       |     |
| Igor Štimac      |    |                       |       |     |

| Cầu thủ xuất sắc của trận đấu: Craig Goodwin (Australia) Trợ lý trọng tài: Makoto Bozono (Nhật Bản) Naomi Teshirogi (Nhật Bản) Trọng tài thứ tư: Yusuke Araki (Nhật Bản) Trợ lý trọng tài dự bị: Jun Mihara (Nhật Bản) Trợ lý trọng tài video: Hiroyuki Kimura (Nhật Bản) Trợ lý của trọng tài VAR: Jumpei Iida (Nhật Bản) Jun Mihara (Nhật Bản) Trợ lý trọng tài dự bị của trọng tài VAR: John Chia Eng Wah (Singapore) |

### Uzbekistan vs Syria
| Uzbekistan | 0–0      | Syria |
| ---------- | -------- | ----- |
|            | Chi tiết |       |

| Uzbekistan | Syria |

| GK               | 1  | Utkir Yusupov             |     |     |
| CB               | 25 | Abdukodir Khusanov        | 54' |     |
| CB               | 5  | Rustam Ashurmatov         |     |     |
| CB               | 15 | Umar Eshmurodov           |     |     |
| RM               | 3  | Khojiakbar Alijonov       |     | 46' |
| CM               | 9  | Odiljon Hamrobekov        |     |     |
| CM               | 7  | Otabek Shukurov           |     |     |
| LW               | 4  | Farrukh Sayfiev           |     |     |
| RW               | 10 | Jaloliddin Masharipov (c) |     | 73' |
| CF               | 11 | Oston Urunov              |     | 90' |
| LW               | 20 | Khojimat Erkinov          |     | 46' |
| Thay người:      |    |                           |     |     |
| FW               | 22 | Abbosbek Fayzullaev       |     | 46' |
| DF               | 13 | Sherzod Nasrullaev        |     | 46' |
| FW               | 21 | Igor Sergeev              |     | 73' |
| FW               | 19 | Azizbek Turgunboev        |     | 90' |
| Huấn luyện viên: |    |                           |     |     |
| Srečko Katanec   |    |                           |     |     |

| GK               | 22 | Ahmad Madania (c)  |     |     |
| RB               | 24 | Abdul Rahman Weiss |     |     |
| CB               | 13 | Thaer Krouma       |     |     |
| CB               | 2  | Aiham Ousou        |     |     |
| LB               | 3  | Moayad Ajan        |     |     |
| RM               | 21 | Ibrahim Hesar      |     |     |
| CM               | 18 | Jalil Elías        |     |     |
| CM               | 4  | Ezequiel Ham       |     |     |
| LM               | 12 | Ammar Ramadan      |     |     |
| CF               | 25 | Mahmoud Al Aswad   | 31' | 70' |
| CF               | 11 | Pablo Sabbag       |     | 70' |
| Thay người:      |    |                    |     |     |
| FW               | 7  | Omar Khribin       |     | 70' |
| MF               | 17 | Fahd Youssef       |     | 70' |
| Huấn luyện viên: |    |                    |     |     |
| Héctor Cúper     |    |                    |     |     |

| Cầu thủ xuất sắc của trận đấu: Abdul Rahman Weiss (Syria) Trợ lý trọng tài: Abu Bakar Al-Amri (Oman) Rashid Al-Ghaithi (Oman) Trọng tài thứ tư: Mohanad Qasim Sarray (Iraq) Trợ lý trọng tài dự bị: Watheq Al-Swaiedi (Iraq) Trợ lý trọng tài video: Khamis Al-Marri (Qatar) Trợ lý của trọng tài VAR: Salman Falahi (Qatar) Watheq Al-Swaiedi (Iraq) Trợ lý trọng tài dự bị của trọng tài VAR: Cheung Yim Yau (Hồng Kông) |

### Syria vs Úc
| Syria | 0–1      | Úc           |
| ----- | -------- | ------------ |
|       | Chi tiết | - Irvine 59' |

| Syria | Úc |

| GK               | 22 | Ahmad Madania (c)  |  |     |
| RB               | 3  | Moayad Ajan        |  |     |
| CB               | 13 | Thaer Krouma       |  |     |
| CB               | 2  | Aiham Ousou        |  |     |
| LB               | 24 | Abdul Rahman Weiss |  |     |
| RM               | 12 | Ammar Ramadan      |  |     |
| CM               | 4  | Ezequiel Ham       |  |     |
| CM               | 18 | Jalil Elías        |  |     |
| LM               | 25 | Mahmoud Al Aswad   |  | 65' |
| CF               | 21 | Ibrahim Hesar      |  | 78' |
| CF               | 11 | Pablo Sabbag       |  | 65' |
| Thay người:      |    |                    |  |     |
| MF               | 17 | Fahd Youssef       |  | 65' |
| FW               | 7  | Omar Khribin       |  | 65' |
| FW               | 20 | Antonio Yakoub     |  | 78' |
| Huấn luyện viên: |    |                    |  |     |
| Héctor Cúper     |    |                    |  |     |

| GK               | 1  | Mathew Ryan (c) |     |     |
| RB               | 25 | Gethin Jones    |     |     |
| CB               | 19 | Harry Souttar   |     |     |
| CB               | 21 | Cameron Burgess |     |     |
| LB               | 16 | Aziz Behich     |     |     |
| RM               | 8  | Connor Metcalfe |     | 57' |
| CM               | 13 | Aiden O'Neill   | 27' | 57' |
| LM               | 22 | Jackson Irvine  |     |     |
| RWF              | 6  | Martin Boyle    |     | 83' |
| CF               | 15 | Mitchell Duke   |     | 78' |
| LWF              | 5  | Jordan Bos      |     | 57' |
| Thay người:      |    |                 |     |     |
| MF               | 17 | Keanu Baccus    |     | 57' |
| FW               | 7  | Samuel Silvera  | 85' | 57' |
| MF               | 14 | Riley McGree    |     | 57' |
| FW               | 9  | Bruno Fornaroli |     | 78' |
| FW               | 10 | Kusini Yengi    |     | 83' |
| Huấn luyện viên: |    |                 |     |     |
| Graham Arnold    |    |                 |     |     |

| Cầu thủ xuất sắc của trận đấu: Jackson Irvine (Úc) Trợ lý trọng tài: Mohamed Al-Hammadi (UAE) Hasan Al-Mahri (UAE) Trọng tài thứ tư: Mooud Bonyadifard (Iran) Trợ lý trọng tài dự bị: Alireza Ildorom (Iran) Trợ lý trọng tài video: Mohammed Abdulla Hassan Mohamed (UAE) Trợ lý của trọng tài VAR: Abdulla Al-Marri (Qatar) Alireza Ildorom (Iran) Trợ lý trọng tài dự bị của trọng tài VAR: Toru Kamikawa (Nhật Bản) |

### Ấn Độ vs Uzbekistan
| Ấn Độ | 0–3      | Uzbekistan                                       |
| ----- | -------- | ------------------------------------------------ |
|       | Chi tiết | - Fayzullaev 4' - Sergeev 18' - Nasrullaev 45+3' |

| Ấn Độ | Uzbekistan |

| GK               | 1  | Gurpreet Singh Sandhu |  |     |
| RB               | 5  | Sandesh Jhingan       |  |     |
| CB               | 2  | Rahul Bheke           |  |     |
| CB               | 3  | Subhasish Bose        |  |     |
| LB               | 6  | Akash Mishra          |  |     |
| CM               | 8  | Suresh Singh Wangjam  |  | 84' |
| CM               | 7  | Anirudh Thapa         |  | 72' |
| CM               | 19 | Lalengmawia Ralte     |  |     |
| RF               | 14 | Naorem Mahesh Singh   |  | 86' |
| CF               | 11 | Sunil Chhetri (c)     |  | 72' |
| LF               | 9  | Manvir Singh          |  | 46' |
| Thay người:      |    |                       |  |     |
| FW               | 16 | Rahul K. P.           |  | 46' |
| MF               | 10 | Brandon Fernandes     |  | 72' |
| FW               | 26 | Ishan Pandita         |  | 72' |
| MF               | 25 | Deepak Tangri         |  | 84' |
| MF               | 15 | Udanta Singh Kumam    |  | 84' |
| Huấn luyện viên: |    |                       |  |     |
| Igor Štimac      |    |                       |  |     |

| GK               | 1  | Utkir Yusupov             |  |     |
| RB               | 4  | Farrukh Sayfiev           |  |     |
| CB               | 25 | Abdukodir Khusanov        |  |     |
| CB               | 15 | Umar Eshmurodov           |  |     |
| LB               | 13 | Sherzod Nasrullaev        |  | 46' |
| RM               | 11 | Oston Urunov              |  | 74' |
| CM               | 9  | Odiljon Hamrobekov        |  | 83' |
| CM               | 7  | Otabek Shukurov           |  |     |
| LM               | 10 | Jaloliddin Masharipov (c) |  | 74' |
| AM               | 22 | Abbosbek Fayzullaev       |  | 83' |
| CF               | 21 | Igor Sergeev              |  |     |
| Thay người:      |    |                           |  |     |
| DF               | 26 | Zafarmurod Abdurakhmatov  |  | 46' |
| MF               | 19 | Azizbek Turgunboev        |  | 74' |
| MF               | 20 | Khojimat Erkinov          |  | 74' |
| MF               | 8  | Jamshid Iskanderov        |  | 83' |
| MF               | 14 | Jamshid Boltaboev         |  | 83' |
| Huấn luyện viên: |    |                           |  |     |
| Srečko Katanec   |    |                           |  |     |

| Cầu thủ xuất sắc của trận đấu: Trợ lý trọng tài: Zhou Fei (Trung Quốc) Zhang Cheng (Trung Quốc) Trọng tài thứ tư: Adham Makhadmeh (Jordan) Trợ lý trọng tài dự bị: Mohammad Al-Kalaf (Jordan) Trợ lý trọng tài video: Omar Al-Ali (UAE) Trợ lý của trọng tài VAR: Yusuke Araki (Nhật Bản) Mohammad Al-Kalaf (Jordan) Trợ lý trọng tài dự bị của trọng tài VAR: John Chia Eng Wah (Singapore) |

### Úc vs Uzbekistan
| Úc                | 1–1      | Uzbekistan       |
| ----------------- | -------- | ---------------- |
| - Boyle 45+1' (p) | Chi tiết | - Turgunboev 78' |

| Úc | Uzbekistan |

| GK               | 1  | Mathew Ryan (c)    |     |       |
| RB               | 3  | Nathaniel Atkinson |     |       |
| CB               | 19 | Harry Souttar      | 50' |       |
| CB               | 4  | Kye Rowles         |     |       |
| LB               | 16 | Aziz Behich        |     |       |
| RM               | 14 | Riley McGree       | 70' | 83'   |
| CM               | 17 | Keanu Baccus       |     | 84'   |
| LM               | 22 | Jackson Irvine     |     |       |
| RF               | 6  | Martin Boyle       |     | 72'   |
| CF               | 10 | Kusini Yengi       |     |       |
| LF               | 5  | Jordan Bos         |     | 90+3' |
| Thay người:      |    |                    |     |       |
| MF               | 8  | Connor Metcalfe    |     | 72'   |
| FW               | 9  | Bruno Fornaroli    |     | 83'   |
| MF               | 13 | Aiden O'Neill      |     | 83'   |
| FW               | 11 | Marco Tilio        |     | 90+3' |
| DF               | 20 | Lewis Miller       |     | 90+3' |
| Huấn luyện viên: |    |                    |     |       |
| Graham Arnold    |    |                    |     |       |

| GK               | 1  | Utkir Yusupov            |       |         |
| RB               | 26 | Zafarmurod Abdurakhmatov |       |         |
| CB               | 5  | Rustam Ashurmatov        |       |         |
| CB               | 15 | Umar Eshmurodov          | 25'   |         |
| LB               | 4  | Farrukh Sayfiev          |       |         |
| RM               | 11 | Oston Urunov             |       | 46'     |
| CM               | 7  | Otabek Shukurov (c)      | 45+3' |         |
| CM               | 9  | Odiljon Hamrobekov       | 45'   |         |
| LM               | 20 | Khojimat Erkinov         |       | 63'     |
| AM               | 18 | Abdulla Abdullaev        |       |         |
| CF               | 22 | Abbosbek Fayzullaev      |       | 63'     |
| Thay người:      |    |                          |       |         |
| MF               | 10 | Jaloliddin Masharipov    |       | 46'     |
| FW               | 21 | Igor Sergeev             |       | 63' 84' |
| MF               | 19 | Azizbek Turgunboev       |       | 63'     |
| MF               | 8  | Jamshid Iskanderov       |       | 84'     |
| Huấn luyện viên: |    |                          |       |         |
| Srečko Katanec   |    |                          |       |         |

| Cầu thủ xuất sắc của trận đấu: Martin Boyle (Úc) Trợ lý trọng tài: Jun Mihara (Nhật Bản) Takumi Takagi (Nhật Bản) Trọng tài thứ tư: Ma Ning (Trung Quốc) Trợ lý trọng tài dự bị: Zhang Cheng (Trung Quốc) Trợ lý trọng tài video: Jumpei Iida (Nhật Bản) Trợ lý của trọng tài VAR: Phó Minh (Trung Quốc) |

### Syria vs Ấn Độ
| Syria         | 1–0      | Ấn Độ |
| ------------- | -------- | ----- |
| - Khribin 76' | Chi tiết |       |

| Syria | Ấn Độ |

| GK               | 22 | Ahmad Madania (c)  |     |     |
| RB               | 24 | Abdul Rahman Weiss | 26' |     |
| CB               | 2  | Aiham Ousou        |     |     |
| CB               | 13 | Thaer Krouma       |     |     |
| LB               | 3  | Moayad Ajan        |     |     |
| RM               | 25 | Mahmoud Al Aswad   |     | 82' |
| CM               | 18 | Jalil Elías        |     |     |
| CM               | 4  | Ezequiel Ham       |     |     |
| LM               | 12 | Ammar Ramadan      |     | 69' |
| CF               | 21 | Ibrahim Hesar      |     |     |
| CF               | 11 | Pablo Sabbag       |     | 46' |
| Thay người:      |    |                    |     |     |
| FW               | 7  | Omar Khribin       | 77' | 46' |
| FW               | 9  | Alaa Al Dali       |     | 69' |
| MF               | 14 | Mouhamad Anez      |     | 82' |
| Huấn luyện viên: |    |                    |     |     |
| Héctor Cúper     |    |                    |     |     |

| GK               | 1           | Gurpreet Singh Sandhu |     |     |
| RB               | 3           | Subhasish Bose        |     |     |
| CB               | 5           | Sandesh Jhingan       |     | 47' |
| CB               | 2           | Rahul Bheke           | 2'  |     |
| LB               | 6           | Akash Mishra          |     |     |
| RM               | 17          | Lallianzuala Chhangte |     |     |
| CM               | 25          | Deepak Tangri         |     | 64' |
| LM               | 19          | Apuia                 |     | 81' |
| RWF              | 9           | Manvir Singh          |     | 64' |
| CF               | 11          | Sunil Chhetri (c)     |     |     |
| LWF              | 14          | Naorem Mahesh Singh   | 26' | 46' |
| Thay người:      |             |                       |     |     |
| MF               | 15          | Udanta Singh Kumam    |     | 46' |
| DF               | 21          | Nikhil Poojary        |     | 47' |
| MF               | 18          | Sahal Abdul Samad     |     | 64' |
| MF               | 8           | Suresh Singh Wangjam  |     | 64' |
| MF               | 7           | Anirudh Thapa         |     | 81' |
| Huấn luyện viên: |             |                       |     |     |
| Igor Štimac      | Igor Štimac | Igor Štimac           | 54' |     |

| Cầu thủ xuất sắc của trận đấu: Ibrahim Hesar (Syria) Trợ lý trọng tài: Nakarit Rawut (Thái Lan) Tanate Chuchuen (Thái Lan) Trọng tài thứ tư: Kim Jong-hyeok (Hàn Quốc) Trợ lý trọng tài dự bị: Yoon Jae-yeol (Hàn Quốc) Trợ lý trọng tài video: Muhammad Taqi (Singapore) Trợ lý của trọng tài VAR: Adel Al-Naqbi (UAE) |

## Kỷ luật của bảng đấu
Điểm kỷ luật sẽ được sử dụng làm điểm hòa nếu thành tích chung cuộc và thành tích đối đầu của các đội bằng nhau. Số thẻ này được tính dựa trên số thẻ vàng và thẻ đỏ nhận được trong tất cả các trận đấu vòng bảng như sau:
- thẻ vàng thứ nhất: trừ 1 điểm;
- thẻ đỏ gián tiếp (thẻ vàng thứ hai): trừ 3 điểm;
- thẻ đỏ trực tiếp: trừ 4 điểm;
- thẻ vàng và thẻ đỏ trực tiếp: trừ 5 điểm;

Chỉ một trong số các khoản khấu trừ trên có thể được áp dụng cho một cầu thủ trong một trận đấu duy nhất.
| Đội tuyển  | Trận 1   | Trận 1                                    | Trận 1 | Trận 1            | Trận 2   | Trận 2                                    | Trận 2 | Trận 2            | Trận 3   | Trận 3                                    | Trận 3 | Trận 3            | Điểm |
| Đội tuyển  | Thẻ vàng | Thẻ vàng · Thẻ vàng-đỏ (thẻ đỏ gián tiếp) | Thẻ đỏ | Thẻ vàng · Thẻ đỏ | Thẻ vàng | Thẻ vàng · Thẻ vàng-đỏ (thẻ đỏ gián tiếp) | Thẻ đỏ | Thẻ vàng · Thẻ đỏ | Thẻ vàng | Thẻ vàng · Thẻ vàng-đỏ (thẻ đỏ gián tiếp) | Thẻ đỏ | Thẻ vàng · Thẻ đỏ | Điểm |
| ---------- | -------- | ----------------------------------------- | ------ | ----------------- | -------- | ----------------------------------------- | ------ | ----------------- | -------- | ----------------------------------------- | ------ | ----------------- | ---- |
| Úc         |          |                                           |        |                   | 2        |                                           |        |                   | 2        |                                           |        |                   | –4   |
| Uzbekistan | 1        |                                           |        |                   |          |                                           |        |                   | 3        |                                           |        |                   | –4   |
| Syria      | 1        |                                           |        |                   |          |                                           |        |                   | 2        |                                           |        |                   | –3   |
| Ấn Độ      | 1        |                                           |        |                   |          |                                           |        |                   | 3        |                                           |        |                   | –4   |